# مقاطعة فانين (جورجيا)
مقاطعة فانين (بالإنجليزية: Fannin County)‏ هي إحدى المقاطعات في ولاية جورجيا في الولايات المتحدة الأمريكية.